# Miguel Cané (La Pampa)
Miguel Cané é um município da província de La Pampa, na Argentina.